# Grzegorz Czerny
Mgr. Grzegorz Czerny (* 15. července 1972, Pilzeň, východní Polsko) je polský římskokatolický kněz, okrskový vikář krušnohorského vikariátu, administrátor farnosti v Litvínově, čestný kanovník kapituly sv. Štěpána v Litoměřicích.

## Životopis
Pochází z Pilzně v Polsku. Maturoval v Polsku v roce 1991. V letech 1992 – 1998 absolvoval filozofii a teologii na Papežské teologické akademii v Krakově v dominikánském Filosoficko-teologickém kolegiu, kde získal titul magistr teologie.
V listopadu 1998 nastoupil jako pastorační asistent v Libochovicích. Dne 2. května 1999 přijal jáhenské svěcení v Třebenicích a byl inkardinován do litoměřické diecéze. Dne 1. srpna 1999 nastoupil do jáhenské služby v Litvínově. Kněžské svěcení přijal 13. května 2000 v litvínovském kostele sv. Michaela archanděla z rukou litoměřického biskupa Josefa Koukla. Následně v Litvínově sloužil jako farní vikář.
Od 15. září 2001 se rovněž stal administrátorem excurrendo farností Litvínovska. V září roku 2001 se stává také administrátorem farností Horní Jiřetín, Nová Ves v Horách, Hora sv. Kateřiny, Malý Háj a Brandov.
Dne 1. srpna 2007 byl, po odchodu R.D. Oldřicha Vindušky do důchodu, jmenován administrátorem v Litvínově; dále administrátorem excurrendo Českého Jiřetína a Flájí. Od 1. července 2010 se stal okrskovým vikářem krušnohorského vikariátu.
26. prosince 2010 byl litoměřickým biskupem Janem Baxantem jmenován a 12. února 2011 instalován čestným kanovníkem Katedrální kapituly u sv. Štěpána v Litoměřicích.